# Alexander Dommerholt
Alexander Dommerholt (1987) is een Nederlandse historicus en data- en onderzoeksjournalist voor het Nederlands Dagblad. De geanalyseerde data gebruikt hij voor artikelen over buitenlandse politiek. Ook creëert hij visualisaties voor artikelen. Met regelmaat schrijft hij over Britse politiek en de oorlog in Oekraïne.
Na het behalen van zijn master Geschiedenis in 2009 aan de Vrije Universiteit van Amsterdam vestigde hij zich met zijn Engelse vrouw in het Engelse Herfordshire waar hij werkte bij de lokale overheid.
Dommerholt ontdekte tijdens zijn zoektocht naar een koophuis in Nederland hoe groot de problemen op de woningmarkt zijn. Dommerholt onderzocht met Aaldert van Soest en Maria Bouwman van het Nederlands Dagblad hoe vaak en waarom buurtbewoners bezwaar maakten tegen nieuwe woningbouw. Uit zijn onderzoek bleek de bouw van één op de drie nieuwbouwwoningen in Nederland vertraging op te lopen, omdat er bezwaar werd ingediend. 

## Erkenning
Met Nederlands Dagblad-journalisten Aaldert van Soest en Maria Bouwman won Dommerholt De Tegel 2024 in de categorie Nieuws. Het was de beloning voor hun onthullingen over vertragingen in de woningbouw in de serie Woningzoekenden de dupe van bezwaarmakende burger. Omwonenden accepteren steeds minder.

## Prijzen
- De Tegel 2024